# Marseille Beach Team
Pour les articles homonymes, voir MBT.
Maillots
Marseille Beach Team est un club sportif français de beach soccer basé à Marseille.
Le club remporte le Championnat de France dès sa première participation en 2013.

## Histoire

### Bonneveine

Logo de Bonneveine

Le SC Montredon Bonneveine est basé à Bonneveine, quartier du 8e arrondissement de Marseille.
En 2011, articulé autour de joueurs issus de l'équipe fanion du SC Montredon Bonneveine et de renforts extérieurs, le groupe participe à son troisième National Beach Soccer Tour et remporte la phase départementale devant le champion en titre, Marseille XII. Lors de la phase finale nationale, le SCMB passe facilement les quarts de finale contre les anciens des Girondins de Bordeaux (10-3) avec notamment un triplé de Benjamin De Santi et des buts de Ghani Mahraoui et Abdel Malik Khayyour. En demi-finale, le club élimine l'AS Bretagne (9-3). En finale contre Marseille 12e, le SCMB est rapidement mené 0-3 mais parvient à recoller lors du second tiers-temps avec un doublé de David Quaziz puis à égaliser lors de la dernière période par Benjamin Benattar (3-3). Mené de nouveau, Benattar oblige aux prolongations (4-4) durant lesquelles Jérémy Bru et Mahraoui offre le titre au club (6-4 a. p.).
Renommé Beach Soccer Bonneveine en 2012, l'équipe conserve son titre national.

### Marseille BT
Jusque-là co-entraîneur et président de Bonneveine, Gérald Guidarini décide alors de créer son propre club. Le 25 juin 2012, le Marseille Beach Team voit le jour. Le Président emmène plusieurs joueurs de Bonneveine dans ses valises,, à l'exception de Grégory Iborra. Son but est de « former des joueurs qui auront le niveau pour intégrer l’équipe de France ». L'équipe a pour but de faire du futsal l'hiver et du beach soccer l'été. Deux mois plus tard, MBT est sacré champion de France.
En 2013, le club participe à la première édition de l'Euro Winners Cup, coupe d'Europe des clubs, en tant que champion de France 2012, mais ne passe pas la phase de groupe. Lors du championnat de Provence 2013, Beach Soccer Bonneveine et Marseille Beach Team sont présents. Après avoir décroché ce titre de champion de Provence, le MBT rencontre le Tous Ensemble Toulon, mélange de joueurs de 1re division de futsal et de Sporting Toulon Var (DH), pour le titre régional et l'emporte 8-4 grâce aux internationaux français Jérémy Bru et Benjamin De Santi auteurs respectivement d'un triplé et d'un quadruplé,. Pour la phase finale du National Beach Soccer 2013, le MBT doit se passer de ces deux joueurs, en plus de Malek Khayyour, blessé au dos. Lors de la phase nationale, les Marseillais remporte leur quart de finale contre l'UJS Toulouse 31 (9-3) avec un quadruplé d'Anthony Mendy et un triplé du capitaine Mahraoui. En demi-finale, le MBT élimine l'ESCTT Amnéville grâce à un doublé de Mahraoui et des buts de Marques, Khayyour et Gnepo (5-1). Ils affrontent le Montpellier HBS en finale pour une victoire 4-2. Bien que le groupe soit quasiment identique par rapport à celui des deux derniers champions, c'est le premier remporté par Marseille Beach Team. Le club est donc champion départemental, régional et de France de beach soccer, mais accède aussi au niveau élite en futsal.
En 2014, le club devient champion de Provence de futsal en élite et espère valider sa montée en DH Ligue (3e échelon national) à l'occasion des play-off. Sur l'effectif de quinze joueurs de beach soccer, treize pratiquent le futsal. Cela permet à l'équipe d'être active tout au long de la saison et de ce fait, avoir des automatismes. Grâce à son titre de champion de France 2013, le club participe à la Coupe d'Europe des clubs en 2014,. Le MBT débute par deux défaites contre le Milano BS (3-5), après avoir mené 3-2, puis face aux Polonais de Lodz (3-4). Avec la victoire (9-5) face au Spartak 2015 et les six buts de Jérémy Bru, le club termine dans les deux meilleurs troisièmes et accède en huitième de finale (toujours meilleure performance française en 2017), où il perd contre le futur vainqueur russe BSC Krystall (1-7). Le MBT enchaîne avec les phases départementales puis régionales de qualifications pour le championnat de France 2014. Qualifié avec le Marseille 12e pour la finale de la Ligue de la Méditerranée, le MBT voit son voisin lui ravir le seul ticket qualificatif et ne peut défendre son titre.
En 2017, après quatre ans d’attente, MBT remporte début 6 août le troisième trophée de champion de France de beach soccer de son histoire et devient alors le club le plus titré de l’hexagone. Qualifié lors des dernières secondes de la demi-finale, Marseille BT remporte le match du titre malgré la suspension de quatre de ses joueurs. Mené 2-5 en finale, les Marseillais renversent le score.
Champion de France en titre, le MBT participe à la Coupe d'Europe en mai 2018.

## Palmarès
- Championnat de France (4)
  - Champion : 2011 et 2012 (BBS), 2013 et 2017
  - Finaliste : 2019 et 2024
  - Troisième : 2022
  - Quatrième : 2023

- Championnat de France féminin (1)
  - Champion : 2024

- Championnat de Provence (1)
  - Champion : 2012

## Personnalités

### Dirigeants
- Entraîneurs 2011 : Francis Contrucci et Gérald Guidarini

Gérald Guidarini est président-entraîneur depuis 2012. Il mène le club à un triplé en championnat de France après avoir fondé le Marseille BT en 2013. Pour la Coupe d'Europe des clubs 2014, Franck Bru s'associe à lui sur le banc.

### Joueurs notables
Lors de ses premières saisons, le MBT voit passe Salim Ben Boina, ensuite devenu international comorien, Jérémy Bru, Anziz Mansoibou ou encore Franck Gnepo.
En 2017, Sébastien Tognarelli, David Quaziz et Grégory Bernard sont retenus en équipe de France pour leurs performances au NBS.

### Effectifs par saison
En 2011, l'équipe est articulé autour de joueurs de l'équipe fanion du SC Montredon Bonneveine (Boina, Tognarelli, Gnepo, Khayyour, Mansoibou, Benattar) et d'autres venus de l'extérieur (De Santi, Quaziz, Bru, Nianzi).
Pour la National Beach Soccer 2012, la formation est privée de plusieurs joueurs en raison de blessure (Tognarelli, Khayyour) ou de reprise en club de football (Bru). Iborra épaule Gnepo en défense et Benjamin De Santi est prévu pour remplacer Quaziz et Bru en attaque, mais est finalement aussi retenu par son club sur herbe.
Pour l'édition 2013, Jérémy Bru, retenu par son club d'Uzès, et Benjamin De Santi, raison professionnelles, sont de nouveaux absents de la finale. Ces deux absences sont compensées par deux invités internationaux : Anthony Mendy et Frédéric Marques.
En 2014, Mendy et Iborra dispute la Coupe d'Europe début juin avec le MBT. Au retour en France, les deux joueurs rejoignent leur club de Marseille XII.
| Années      | Effectifs |
| ----------- | --- |
| 2011        | Ben Boina - Benattar, Bru, De Santi, Khayyour, Mansoibou, Marahoui, Gnepo, Quaziz                            |
| 2012        | Ben Boina - Gnepo, Mansoibou, Zumo, Mroivli, Iborra, Marques, Soumaré, Khayyour, Tognarelli, Bru et De Santi |
| 2013        | Ben Boina - Quaziz, Marahoui , Gnepo, Marques, Mendy, Khayyour, Mansoibou                                    |
| 2014 Europe | Boina, Torre - Mansoibou, Gnepo, Marques, Tognarelli, Bru, Quaziz, Mahraoui, Mendy, Iborra                   |

## Section féminine
En 2022, les féminines de Marseille Beach Team décrochent la médaille de bronze de la Coupe d'Europe, derrière un duo de clubs espagnols. Elles sont notamment emmenées par Mélissa Gomez, meilleure buteuse de la compétition avec neuf réalisations.